# Ґіґар
Ґіґар — негус Ефіопії з Соломонової династії. Імовірно, його батьком був імператор Йоас II (згідно з іншими даними, Йоас II був його братом).